# Приклади (Дискавері)

## Про епізод
Приклади (The Examples) — сорок сьомий епізод американського телевізійного серіалу «Зоряний шлях: Дискавері» та п'ятий в четвертому сезоні. Епізод написав Террі Г'юз Бертон та Гленіз Маллінс, режисер Крістофер Дж. Бірн. Перший показ відбувся 9 грудня 2021 року.

## Зміст
Зореліт «Джейнвей» наближається до аномалії. АЧМ зникає і знову з'являється за 1000 світлових років від «Дискавері», доводячи, що це не природна аномалія. Адмірал Венс вважає — розробником аномалії може бути невідомий вид класу 10С. Вчений Руон Тарка (розробляє другий споровий рушій) приєднується до команди корабля, щоб допомогти визначити, хто створив АЧМ. Він може зробити його модель, що вимагає більше енергії, ніж може дати «Discovery».
Дізнавшись, що пояс астероїдів Радвек, населений видом акарі, знаходиться на новому шляху АЧМ, «Дискавері» вирушає евакуювати його мешканців. Сару керує «Дискавері» доки Бернем здійснює евакуацію з Радвека-5 — за 3.5 години телепортація 1206 осіб з астероїдів буде неможливою. Магістрат поясу вдячний за їхню допомогу та починає організовувати відправку своїх людей на борт, але він відмовляється звільнити 6 в'язнів, яких називає «Прикладами».
З перших хвилин на борту Тарка веде себе зухвало і дещо зверхньо. Бернем і Бук самі вирушають звільнити в'язнів, навколо будови діє «мертве поле» — задіяний генератор перешкод. Також там розставлені мобільні міни, замасковані під живих істот. Мобільних мін стає все більше — Майкл встигає вимкнути їх спільну матрицю. В'язні стверджують, що їх ув'язнили несправедливо. Ковіч як голограма зустрічається з доктором і радить йому у важкій психологічній ситуації. Бернем переконує в'язнів втекти, пропонуючи притулок на «Дискавері», і вона з Буком розплавляють систему блокування камер.
Тарка створює модель контролера АЧМ на «Дискавері» — вона працює — однак потужності корабля не вистачає. Сару картає Тарку за певну легковажність щодо безпеки експериментів. Бернем знаходить лазівку — ув'язнені можуть попросити про політичний притулок. Один з в'язнів, Фелікс, вирішує залишитися. Він розповідає, що випадково вкрав кулю лалогі, на якій записані дані про всіх предків сім'ї, а потім убив власника під час наступної бійки.
Однак вихід закривається шаром наноматеріалу — Майкл для прориву спрямовує рухомі міни. Стамец переконує Сару надати більше потужності на прилад — аби дізнатися потрібні дані — зокрема спостерігалося гравітаційне лінзування. Бук все ще хоче врятувати в'язня, але Бернем виконує бажання Фелікса, і він гине, коли пояс астероїдів знищується АЧМ. Фелікс каже прізвище родини кулі — зв'язок «Дискавері» з астероїдом втрачається. Бернем відмовляє магітрату колонії віддати в'язнів.
Пізніше Бернем у розмові із Зорою — корабельним комп'ютером — дізнається, що вона здатна розпізнавати емоції. Майкл віддає кулю доньці чоловіка, убитого Феліксом — вона додає себе до дерева життя родини. Тарка повідомляє Букеру — потужність АЧМ рівна гіпергіганту.
Ви померли. І повернулися до життя. Тож не дивно, що в голові безлад.

## Виробництво
Активна розробка сезону почалася в січні 2020 року. На написання було витрачено більше часу, ніж у попередніх сезонах, через пандемію COVID-19, яка надихнула на космічну аномалію, з якою герої стикаються в сезоні. Нова роль Бернем як капітана також вивчається після її підвищення в кінці третього сезону. Четвертий сезон було офіційно оголошено в жовтні 2020 року, а зйомки проходили в Торонто, Канада, з листопада 2020 року по серпень 2021 року. Для забезпечення безпеки під час пандемії було застосовано нові знімальні процеси, що спричинило деякі затримки виробництва. Відеостіна була побудована для зйомки перед комп'ютерним фоном у реальному часі.

## Сприйняття та відгуки
Станом на листопад 2022 року на сайті «IMDb» серія отримала 5.9 бала підтримки з можливих 10 при 2061 голосі користувачів.
В огляді для «Den of Geek» Лейсі Богер відзначила: «Після кількох тижнів менших історій, заснованих на персонажах, „Star Trek: Discovery“ знову занурюється в очевидне сезонне питання про таємничу гравітаційну аномалію, яка здатна знищити цілі світи. І, роблячи це, йому вдається — хоч і ненадовго — боротися лише з такими етичними головоломками, на які немає простих відповідей, які „Зоряний шлях“ завжди чудово досліджував».
Оглядач Зак Гендлен для «The A.V. Club» зазначав так: «Ми маємо часткову причину того, чому аномалія виглядає так в „Прикладах“ (вона контролюється пристроєм глибоко всередині поля). Але враження, яке вона створює, чесно виправдовує це. „Discovery“ має надійні яскраві ефекти, іноді красиві, часто шумливі до ступеня відволікання, але шоу нечасто було здатне вселяти такий страх. Мало в серіалі цього є. Я не знаю, наскільки це навмисно, але вражає та запам'ятовується таким чином, що виділяється серед звичайного візуального шуму. І це те, що варто оцінити.»
Скотт Сноуден в огляді для «Space.com» відзначив так: "«На момент написання статті жоден епізод цього серіалу не отримав бал вище 5,8 на IMDb і вам справді потрібно запитати — чи Мішель Парадайз ачи Алекс Курцман звертають увагу на такі відгуки чи цифри, подібні до них? Тепер ви не можете не відчувати, що кожен сезон „Зоряного шляху: Відкриття“ пишеться так, ніби автори не впевнені, що його продовжать. Навіть „Вояджер“, наприклад, мав приблизну дорожню карту, яку можна було підсумувати. Це принаймні створювало певне відчуття безперервності переходу від одного сезону до іншого. Куди йде „Дискавері“, хтось насправді знає?»

## Знімались
| Актор               | Роль                |
| ------------------- | ------------------- |
| Сонеква Мартін-Грін | Майкл Бернем        |
| Даг Джонс           | Сару                |
| Ентоні Репп         | Пол Стамец          |
| Вілсон Круз         | Гаг Калбер          |
| Тіг Нотаро          | Джетт Рено          |
| Девід Аджала        | Клівленд Букер      |
| Одед Фер            | Чарльз Венс         |
| Девід Кроненберг    | Ковіч               |
| Шон Дойл            | Руон Тарка          |
| Майкл Грейєс        | Фелікс              |
| Аннабелль Волліс    | Зора                |
| Сара Бут            | Люда                |
| Джонатан Гоад       | Магістрат           |
| Патрік Квок-Чун     | Джин Ріс            |
| Сара Мітіч          | лейтенантка Нільсон |
| Девід Томлінсон     | Лінус               |
| Орвілл Каммінгс     | Крістофер           |
| Согі Фрід           | Акаалі              |